# José dos Santos Lopes
José dos Santos Lopes (Batatais, 1911. február 25. – Batatais, 1996. augusztus 28.) brazil labdarúgócsatár.